# Діксі-Інн (Луїзіана)
Діксі-Інн (англ. Dixie Inn) — селище (англ. village) в США, в окрузі Вебстер штату Луїзіана. Населення — 293 особи (2020).

## Географія
Діксі-Інн розташоване за координатами 32°35′49″ пн. ш. 93°19′50″ зх. д. / 32.59694° пн. ш. 93.33056° зх. д. (32.596892, -93.330565).  За даними Бюро перепису населення США в 2010 році селище мало площу 1,55 км², з яких 1,22 км² — суходіл та 0,33 км² — водойми.

## Демографія
Згідно з переписом 2010 року, у селищі мешкали 273 особи в 127 домогосподарствах у складі 70 родин. Густота населення становила 176 осіб/км².  Було 139 помешкань (90/км²).
Расовий склад населення:
| - 51,6 % — білих - 46,2 % — чорних або афроамериканців |

До двох чи більше рас належало 1,8 %. Частка іспаномовних становила 1,8 % від усіх жителів.
За віковим діапазоном населення розподілялося таким чином: 22,7 % — особи молодші 18 років, 67,8 % — особи у віці 18—64 років, 9,5 % — особи у віці 65 років та старші. Медіана віку мешканця становила 37,6 року. На 100 осіб жіночої статі у селищі припадало 89,6 чоловіків;  на 100 жінок у віці від 18 років та старших — 85,1 чоловіків також старших 18 років.
Середній дохід на одне домашнє господарство  становив 36 958 доларів США (медіана — 26 458), а середній дохід на одну сім'ю — 46 305 доларів (медіана — 40 625). Медіана доходів становила 24 327 доларів для чоловіків та 26 875 доларів для жінок. За межею бідності перебувало 17,1 % осіб, у тому числі 28,6 % дітей у віці до 18 років та 7,0 % осіб у віці 65 років та старших.
Цивільне працевлаштоване населення становило 121 особа. Основні галузі зайнятості: освіта, охорона здоров'я та соціальна допомога — 28,9 %, мистецтво, розваги та відпочинок — 19,0 %, публічна адміністрація — 13,2 %, виробництво — 9,9 %.